# Paweł Krawczyk (żołnierz)
Zygmunt Krauze (ur. 24 września 1897 w Brzezince, zm. we wrześniu 1939) – żołnierz armii niemieckiej, powstaniec śląski, podoficer Wojska Polskiego w II Rzeczypospolitej, kawaler Orderu Virtuti Militari.

## Życiorys
Urodził się w rodzinie Wojciecha i Marty z Sęczyków. Absolwent szkoły ludowej w Szopienicach. Po ukończeniu nauki podjął pracę w kopalni. W 1916 wcielony do armii niemieckiej i w jej składzie walczył na frontach I wojny światowej. W lutym 1919 wstąpił do Polskiej Organizacji Wojskowej Górnego Śląska. W I powstaniu śląskim dowodził plutonem ciężkich karabinów maszynowych. 
W odrodzonym Wojsku Polskim, w składzie 5 pułku piechoty Legionów, walczył na froncie polsko-bolszewickim. W walce pod Ostrożanami w okolicy Białegostoku, celnym ogniem km ostrzelał sztab brygady nieprzyjaciela. Podczas walki został ranny. Za bohaterstwo w walce odznaczony został Krzyżem Srebrnym Orderu Virtuti Militari i awansowany na stopień starszego sierżanta. 
W 1921 brał udział w plebiscycie na Górnym Śląsku. W III powstaniu śląskim, na czele 7 kompanii 3 pułku piechoty, walczył na Górze św. Anny.
Po wojnie zdemobilizowany. Mieszkał i pracował w Szopienicach. Zaginął we wrześniu 1939.  
Był żonaty z Agnieszką z Gałuszków, dzieci: Paweł (ur. 1923), Wanda (ur. 1924), Henryk (ur. 1926) i Eugeniusz (ur. 1935). 

## Ordery i odznaczenia
- Krzyż Srebrny Orderu Virtuti Militari (nr 445)
- Krzyż Niepodległości[1]
- Krzyż Walecznych[1]